# كوسوده

مقارنة بين الكوسوده (يسار) والكيمونو الحديث (يمين).

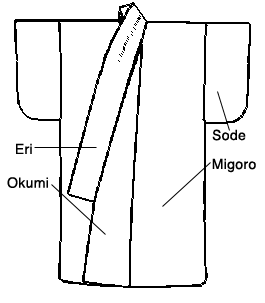
أجزاء الكوسوده

كوسوده (باليابانية: 小袖) هو نوع من أنواع الألبسة اليابانية القديمة التي ظهرت في منتصف فترة هييآن والتي يعتقد أنها كانت أصل الكيمونو المعروف اليوم. كانت الكوسوده نقطة تحول في شكل الملابس حيث كانت فتحة الكم كبيرة على طول الكم، وبظهور الكوسوده، أصبحت فتحة الكم ضيقة.